# Ірбіс Ишбара-Ябгу-каган
Ірбіс Ишбара-Ябгу-каган (д/н—641) — 3-й східний каган Західнотюркського каганату в 640—641 роках.

## Життєпис
Походив з династії Ашина. Син Дулу-кагана. При народженні отримав ім'я Гян, при досягненні повноліття — Баобу. Був ймовірно молодим, коли помер його батько 634 року. Тому владу перебрав стрийко Ишбара-Толіс.
640 року за підтримки вождів племен нушібі після смерті Ірбіс-кагана став володарем східної частини каганату. Невдовзі зустрівся з танським послом, який подарував йому литаври і прапор. У першу чергу каган відновив свій контроль над ключовими містами на Великому Шовковомушляху — Куча, Шаньшань, Гюймо, Карашар, Шаш, Кеш, Хе, Самарканд. Це призвело до війни з володарем західної частини Ірбіс-Дулу-каганом.
Спроба танського імператора Лі Шиміня замирити обох суперників була невдалою. Зрештою 641 року плем'я тутун з групи дулу атакувало ставку Ірбіс Ишбара-Ябгу-кагана, якого було вбито. Землі східної частини каганату було захоплено Ірбіс-Дулу-каганом.
642 року племена дулу, спрямовані Ірбіс-Дулу-каганом, зазнали поразки в оазі Їжду від танського війська. Після цього за підтримки останнього усю східну частину каганата було передано новому володарю — Ірбіс-Шегую.